# Regatarma forsteri
Regatarma forsteri är en insektsart som beskrevs av Woodward 1953. Regatarma forsteri ingår i släktet Regatarma och familjen Rhyparochromidae. Inga underarter finns listade i Catalogue of Life.